# Більге Кюль Кадир-хан
Більге Кюль Кадир-хан (д/н—бл. 893) — ябгу-каган карлуків в 840—880 роках. Засновник династі Караханідів.

## Життєпис
Ймовірно належав до роду Едгіш з племені чігіль або ягма, яке входило до Карлукського каганату. Менш правдоподібною є версії щодо належності до тюркського роду Ашина або правлячої династії Хотанської держави. Його власне ім'я невідоме.
Відомо, що був правителем міста Ісфаджаба, користувався значним впливом серед карлукських племен, що з 791 року підпорядковувалися Уйгурському каганату. Носив титул ябгу (правителя) карлуків. Після поразки каганату від енісейських киргизів зумів здобути незалежність, утворивши власну державу. На честь цього прийняв титул кагана (хана), уйгурський титул кюль-юільге (премудрий) і епітет «кара» (могутній). Тому став зватися Більге-Кюль Кара-каган або більш відомий як Кара-хан (арабський аналог Кадир-хан). Звідси походить назва династії Караханідів.
Невдовзі після цього почалися тривалі війни з Саманідами, в яких Більге Кюль Кадир-хан зазнав поразки, втративши області навколо міст Ісфаджаб, Тараз і Баласагун. Перемістив столицю до Кашгару. Вів війну з Саманідами до самої смерті, що настала близько 893 року. Йому спадкували сини Базір Арслан-хан і Огулчак Арслан-хан.